# Pier Paolo Pasolini e la ragione di un sogno
Pier Paolo Pasolini e la ragione di un sogno és un documental italià sobre Pier Paolo Pasolini dirigit per Laura Betti juntament amb Paolo Costella el 2002.

## La pel·lícula
L'actriu, amiga i col·laboradora de Pasolini, s'improvisa com a directora, realitzant un llargmetratge somniant amb les paraules de Pier Paolo immerses en tot allò que fa temps que no el preocupa, com una democràcia emfàtica, mundana i estrident, un falsa capacitat d'entendre una apologia no gaire furtiva de la baixa cultura... baixa, rastrera, penetrant i capaç d'una poderosa i voraç assimilació.

## Trama
L'actriu i directora Laura Betti, una de les "tres ànimes" de Pasolini, és a dir una de les seves amigues més properes i actrius preferides de les seves pel·lícules, recorre la història d'un geni de la poesia i la literatura italianes modernes. A través d'entrevistes, imatges d'arxiu i cites dels llibres i pel·lícules de Pasolini, Laura Betti explica com un jove, que va sortir preocupat per la Segona Guerra Mundial, dedica cos i ànima a la poesia i narra el que passa entre els joves pobres. de les ciutats romanes, un poeta i intel·lectual compromès i homosexual. A més del mateix Pier Paolo Pasolini, hi intervenen Paolo Volponi, Francesca Archibugi, Bernardo Bertolucci, Andrea De Sica, Mimmo Calopresti, Mario Cipriani, Franco Citti, Sergio Citti, Pappi Corsicato i Ninetto Davoli.